# Língua românica comum unificada
A língua românica comum unificada (em românica: lingua romanica commun unificata) também conhecida como românica ou interlíngua românica; é uma língua construída, criada por Josu Lavin em 15 de maio de 2001 com a intenção de unificar os falantes das línguas românicas. Está baseada em interlíngua de IALA, da qual frequentemente é comparada como uma  variante, considerando que tem muito menos falantes que Interlíngua. Atualmente não se conhece nenhum periódico nem conferência nesta língua; toda a atividade parece conduzir-se pela internet.

## Gramática
Após a queda do Império Romano, os vários dialetos regionais do latim vulgar começaram a divergir, e finalmente desenvolveram-se em línguas mutuamente incompreensíveis, agora conhecidas como línguas românicas ou romances. As estruturas gramaticais e os vocabulários destas línguas são todavia muito similares.
Como o Interlíngua, o Românica extrai os elementos comuns destas línguas e forma uma língua completa, facilmente compreensível por qualquer pessoa que conheça uma das línguas fonte. Mas o Românica retém uma gramática muito mais complexa que a do Interlíngua, por exemplo com gênero gramatical, com concordância entre substantivos e adjetivos, e com conjugação dos verbos com respeito a pessoa e número. Os propoentes do Românica visam esta gramática como mais natural para os falantes das línguas românicas que a do Interlíngua, e dizem que o estudo de Românica facilita de grande maneira o estudo posterior de qualquer língua românica.

## Vocabulário
O vocabulário do Românica se encontra essencialmente no IED (Interlingua-English Dictionary), publicado pela IALA em 1951, e usado como base da língua internacional Interlíngua. Consequentemente, Românica é bastante parecido com o Interlíngua em muitos aspectos. Não obstante, seus defensores dizem que Românica é uma língua distinta em seu próprio direito, e não somente uma variante do Interlíngua de IALA. Simplesmente poder-se-ia pensar em Românica como o denominador comum das línguas descendentes do latim vulgar.
Mas de facto, o vocabulário de Românica (sendo quase idêntico ao do Interlíngua) está baseado no greco-latino latente como o existente em todas as línguas da Europa, e retém portanto seu caráter "douto" e internacional com muitas palavras de forma distintamente latina e não românica. Um exemplo é "tempore"; esperar-se-ia "tempo" num vocabulário com base exclusivamente nas línguas românicas. Em adição, algumas palavras frequentes em Românica, como "et", "aut", "est" ("e", "o", "es"), são emprestadas diretamente do latim clássico; ironicamente é o Interlíngua que usa as formas românicas evoluídas. O aspecto inter-românico promovido pelos aderentes de Românica existem portanto principalmente na sua gramática.

## Exemplos
Pai Nosso 
Nostro Patre, qui es in los celos,
Sanctificato sia tu nomine; 
 Vena tu regno; 
 Facta sia tu voluntate 
 Super la terra como etiam in le celo. 
Da nos hodie nostro pan quotidiano, 
Et pardona a nos nostras debitas 
Como nos pardonamos a nostres debitores.
 Et non duce nos in tentation/temptation, 
Sed libera nos de malo / del mal.